# Regintrud
Regintrud (660/665–730/740) war bairische Herzogin als Frau des baierischen Herzogs Theudebert aus dem Geschlecht der Agilolfinger. Als ihr Hauptsitz kann nach der Teilung des bairischen Herzogtums 711 das Teilherzogtum Baiern-Salzburg gelten.
Ihre Abstammung ist in der Geschichtsschreibung umstritten, wird aber immer wieder als fränkisch bezeichnet.
Regintrud und Theudebert hatten zwei Kinder: Guntrud und Hugbert. 
Herzogin Regintrud wird außerdem neben Bischof Rupert und ihrem Mann Theudebert die Gründung des Frauenstiftes Nonnberg in Salzburg zugeschrieben.
Nach dem Ableben ihres Gatten wohl 717 wurde sie dort Äbtissin. Im Salzburger Verbrüderungsbuch ist sie als 4. Äbtissin Nonnbergs verzeichnet, ihr folgen weitere agilolfingische Herzoginnen.